# نفوس حائرة (فلم 1938)
نفوس حائرة هو فيلمٌ مصريٌ أُنتج عام 1938م.

## قصة الفيلم
تولد قصة حب بين شاب تائه في الصحراء، وفتاة بدوية. لكن هذا الحب يبدو مستحيلاً بسبب التقاليد التي تلزم الفتاة بالزواج من ابن عمها. يتولد صراع الشاب ومنافسه.

## وصلات خارجية
- مقالات تستعمل روابط فنية بلا صلة مع ويكي بيانات
- نفوس حائرة على موقع الدهليز